# Constructe (epistemologia)
En epistemologia i semàntica, un constructe, objecte conceptual o objecte ideal és la classe d'equivalència de processos cerebrals. Designin {\displaystyle ~Y} un constructe, {\displaystyle ~P} el conjunt dels processos cerebrals, i {\displaystyle ~a} i {\displaystyle ~b} dos processos cerebrals, llavors
{\displaystyle Y=[a]_{Y}=\{b\in P|b\sim _{Y}a\}}
En altres paraules, "si ens abstraiem de la ideació, que és un procés concret del cervell, i també de la comunicació, que és un procés físic i social concret, obtenim constructes: conceptes (en particular, predicats), proposicions i cossos de proposicions, per exemple, teories". Les ciències formals (la matemàtica i la semàntica filosòfica) estudien els constructes i les seves propietats conceptuals com si fossin autònoms, però sense suposar necessàriament que existeixen realment, que és el postulat fonamental de l'idealisme. Alguns símbols designen constructes (ja que hi ha símbols que no designen cap constructe, com '4/0'). Alguns constructes es refereixen a coses (ja que hi ha constructes que no es refereixen a cap cosa, com ara {\displaystyle ~i=ax+b}), però, a diferència d'elles, els constructes no poden canviar. Alguns constructes representen fets de coses (ja que hi ha constructes que no representen cap fet, com l'autovector {\displaystyle ~a_{i}} a la mecànica quàntica). Alguns constructes són lògicament veritables (ja que hi ha constructes lògicament falsos, com {\displaystyle ~(\neg p)\leftrightarrow p}). Alguns constructes són matemàticament veritables (ja que hi ha constructes matemàticament falsos, com {\displaystyle ~A\cup A^{c}=\varnothing } en la teoria de conjunts). Alguns constructes són fàcticament veritables o parcialment veritables (ja que hi ha constructes fàcticament falses o parcialment falses, com {\displaystyle ~\ lceil} Els planetes es mouen circularment {\displaystyle ~\ rfloor}). Finalment, alguns constructes no són ni falsos ni veritables, com els conceptes, les definicions i les normes morals.